# Michał Winiarski
Michał Winiarski est un joueur polonais de volley-ball né le 28 septembre 1983 à Bydgoszcz (voïvodie de Cujavie-Poméranie). Il mesure 2,00 m et joue réceptionneur-attaquant. Il totalise 212 sélections en équipe de Pologne.

## Clubs
| Club                | De        | À         |
| ------------------- | --------- | --------- |
| AZS Czestochowa     | 2002-2003 | 2004-2005 |
| Skra Bełchatów      | 2005-2006 | 2005-2006 |
| Trentino Volley     | 2006-2007 | 2008-2009 |
| Skra Bełchatów      | 2009-2010 | 2012-2013 |
| Fakel Novy Ourengoï | 2013-2014 | ...       |

## Palmarès

### Club
- Championnat du monde
  - Finaliste : 2006
  - Vainqueur : 2014
- Championnat du monde des moins de 21 ans (1)
  - Vainqueur : 2003
- Championnat du monde des clubs (1)
  - Vainqueur : 2009
  - Finaliste : 2010
- Ligue des champions (1)
  - Vainqueur : 2009
  - Finaliste : 2012
- Championnat d'Italie (1)
  - Vainqueur : 2008
  - Finaliste : 2009
- Championnat de Pologne (3)
  - Vainqueur : 2006, 2010, 2011
  - Finaliste : 2003, 2012
- Coupe de Pologne (4)
  - Vainqueur : 2005, 2006, 2011, 2012
- Supercoupe d'Italie
  - Perdant : 2009

### Distinctions individuelles
- Meilleur réceptionneur des Jeux olympiques de 2008
- Meilleur contreur de la Ligue des champions 2008-2009
- Meilleur réceptionneur de la Ligue des champions 2011-2012
- Meilleur serveur de la coupe de Pologne en 2006